# Pseudocalolampra
Pseudocalolampra är ett släkte av kackerlackor. Pseudocalolampra ingår i familjen jättekackerlackor.
Kladogram enligt Catalogue of Life:
| Pseudocalolampra | \| \| Pseudocalolampra inexpectata \| \| \| \| \| \| Pseudocalolampra pardalina \| \| \| \| \| \| Pseudocalolampra pilosa \| \| \| \| |
|                  | \| \| Pseudocalolampra inexpectata \| \| \| \| \| \| Pseudocalolampra pardalina \| \| \| \| \| \| Pseudocalolampra pilosa \| \| \| \| |
|                  | Pseudocalolampra inexpectata |
|                  | |
|                  | Pseudocalolampra pardalina |
|                  | |
|                  | Pseudocalolampra pilosa |
|                  | |